# Ollastra
Ollastra – miejscowość i gmina we Włoszech, w regionie Sardynia, w prowincji Oristano.
Według danych na rok 2004 gminę zamieszkiwało 1276 osób, 60,8 os./km². Graniczy z Fordongianus, Siapiccia, Simaxis, Villanova Truschedu i Zerfaliu.